# Atohwaim
L'atohwaim est une langue papoue parlée en Indonésie dans la province de Papouasie, au nord de l'île de Yos Sudarso.

## Classification
L'atohwaim constitue avec le kayagar et le tamagario les langues kayagar, une des familles de langues papoues.

## Sources
- (en) Harald Hammarström, Robert Forkel, Martin Haspelmath, Sebastian Bank, Glottolog, Atohwaim.